# Valencia (Trinidad y Tobago)
Valencia es una localidad de Trinidad y Tobago, que forma parte de la región de Sangre Grande.

## Geografía
La localidad abarca parte de la isla Trinidad y limita al norte con Blanchisseuse (localidad perteneciente a la región de Tunapuna-Piarco), al sur con Cumuto, Guaico, Turure y Sangre Grande, al este con Cumaca, Melajo y Oropouche y al oeste con Brasso Seco Village, Heights of Guanapo y Wallerfield (las tres pertenecientes a la región de Tunapuna-Piarco).

## Demografía
Datos demográficos de la localidad de Valencia:
| Gráfica de evolución demográfica de Valencia entre 2000 y 2011 |
|                                                                |